# One Chance
One Chance je debutové album od vítěze Britain's Got Talent Paula Pottse. Album bylo vydáno 16. července, 2007.

## Názvy písní
1. Nessun Dorma
2. Con Te Partirò (Time To Say Goodbye)
3. Amapola
4. Ognuno Soffre (Everybody Hurts)
5. Caruso
6. Nella Fantasia
7. Por Ti Seré (You Raise Me Up)
8. A Mi Manera (My Way)
9. Cavatina
10. Music Of The Night